# Moji Afolayan
Moji Afolayan (Ibadán, 5 de febrero de 1968) es una actriz y cineasta nigeriana.

## Biografía
Afolayan nació en el seno de una familia de actores, hija mayor del difunto actor y productor Ade Love y hermana de Kunle y Gabriel Afolayan. Afoloyan asistió a la Escuela Primaria Coker en Orile Iganmu, una ciudad del estado de Lagos, al suroeste de Nigeria, antes de pasar a la Escuela Anglicana Esie Iludun, donde obtuvo el certificado de la Escuela de África Occidental. Más tarde asistió al Colegio de Educación del Estado de Oyo, donde recibió formación como maestra de escuela. En 2016, Afolayan, que ha actuado en varias películas nigerianas, protagonizó junto a Dele Odule la película Arinjo.
Moji está casada con el actor y cineasta Razak Olayiwola, más conocido como Ojopagogo.